# Veselá, Rokycany
Veselá là một làng thuộc huyện Rokycany, vùng Plzeňský, Cộng hòa Séc.